# La Porte (Kalifornija)
La Porte je naseljeno područje za statističke svrhe u američkoj saveznoj državi Kalifornija. Prema popisu stanovništva iz 2010. u njemu je živjelo 26 stanovnika.